# Mall of the Emirates
Mall of the Emirates i Dubai, Förenade Arabemiraten är en stor galleria med flera hundra butiker i tre våningar som invigdes år 2005. Den ligger i staden sydvästra delar utefter Dubais tunnelbana och innehåller förutom butiker, biografer, restauranger och kaféer bland annat en 400 meter lång skidbacke.

## Bildgalleri

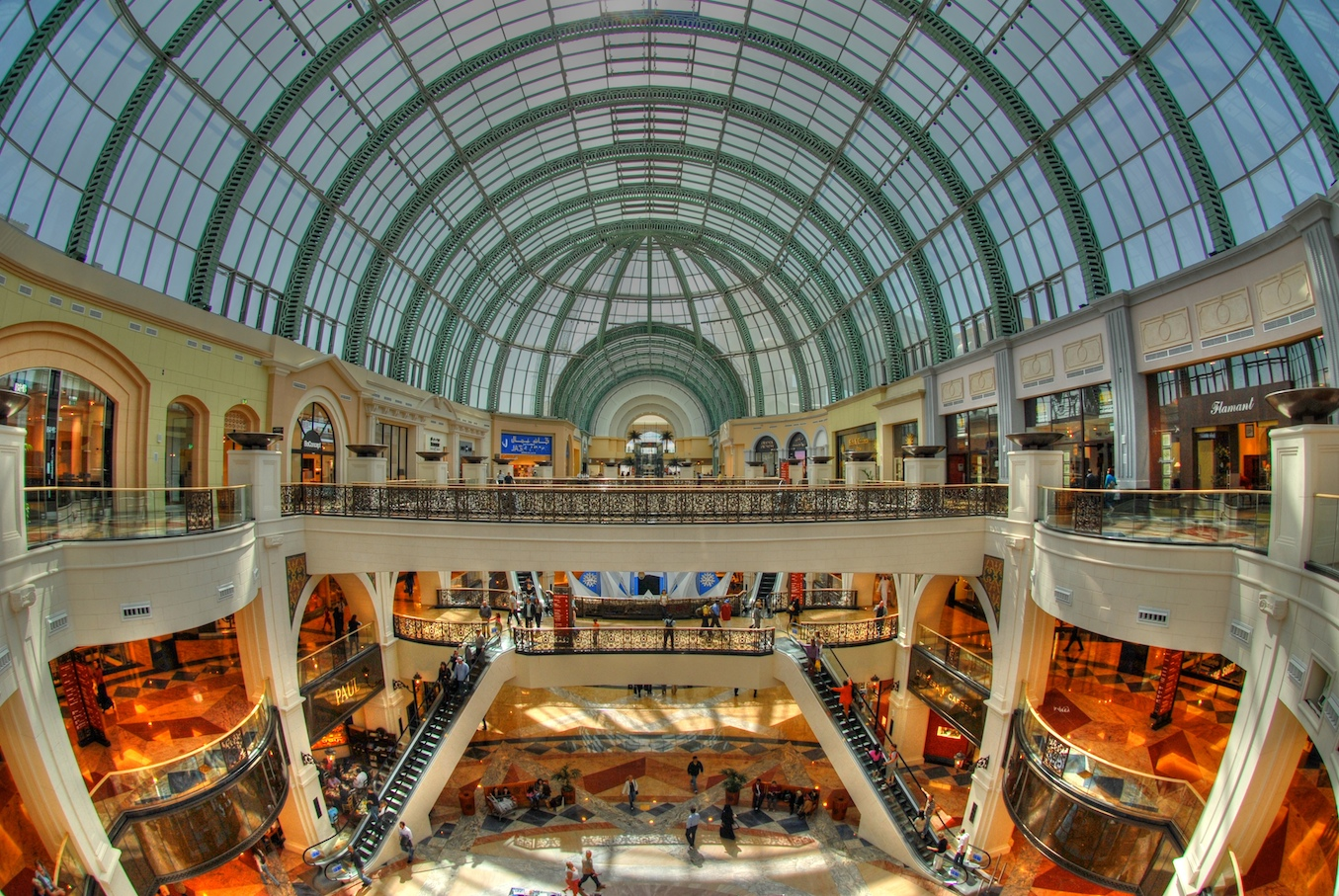
Gallerians interiör
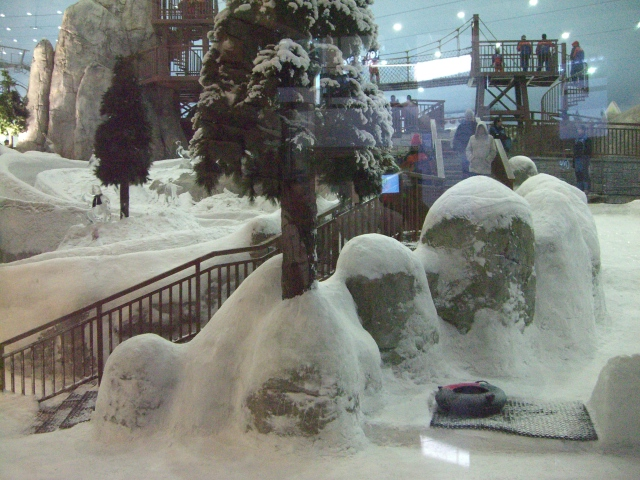
Ski Dubai
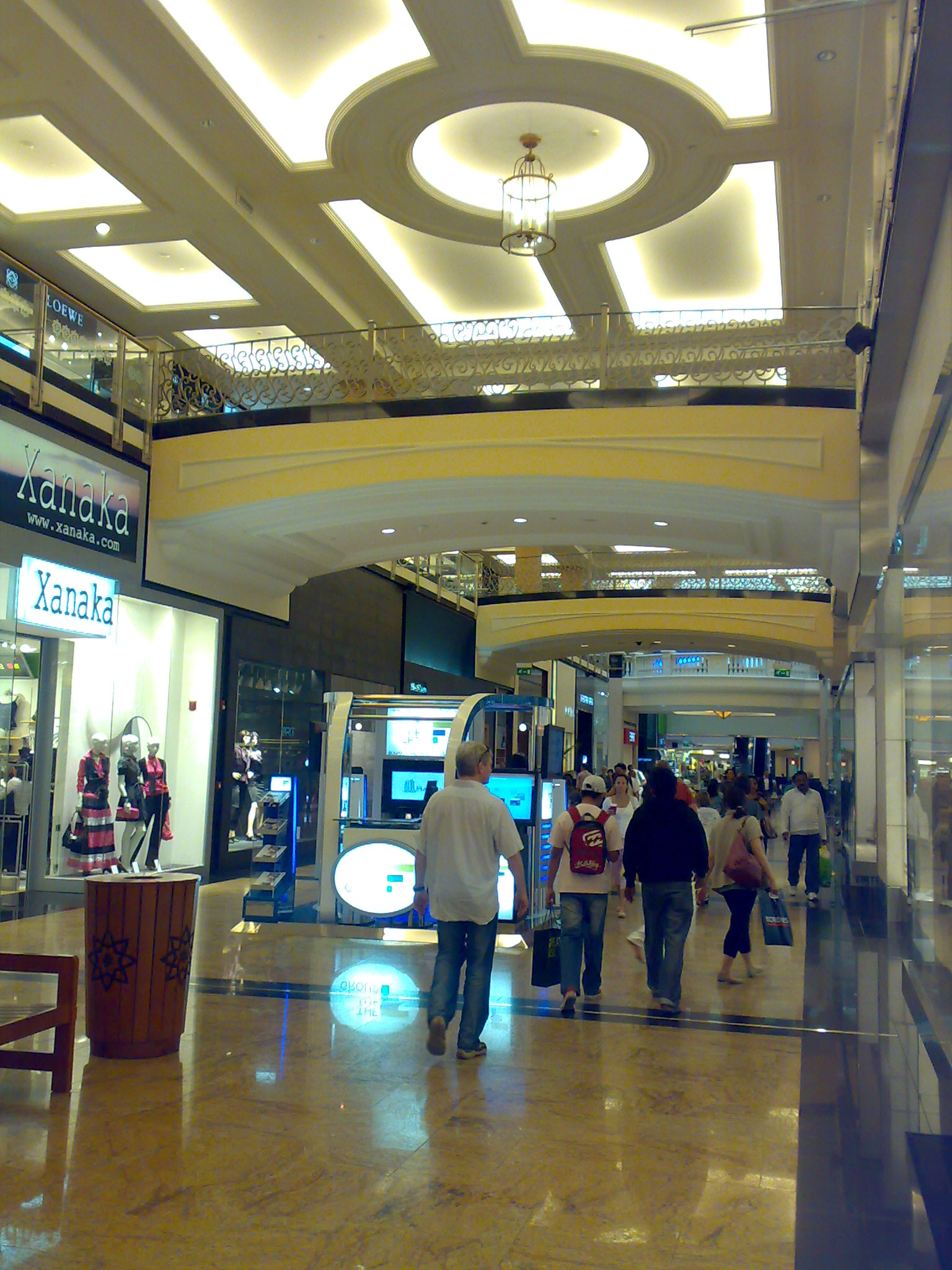
Interiör
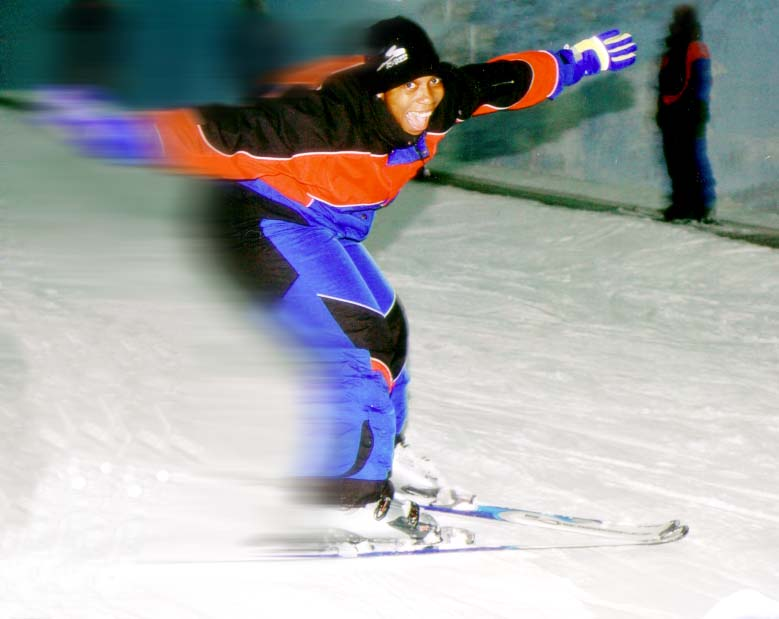
Ski Dubai